# Alfabeto ádlam
El alfabeto ádlam es un sistema de escritura usado para escribir el idioma fulani, en África Occidental. Se escribe de derecha a izquierda, y su nombre deriva de las primeras cuatro letras del alfabeto (A, D, L, M), que a su vez es acrónimo de Alkule Dandayɗe Leñol Mulugol (𞤀𞤤𞤳𞤵𞤤𞤫 𞤁𞤢𞤲𞤣𞤢𞤴𞤯𞤫 𞤂𞤫𞤻𞤮𞤤 𞤃𞤵𞤤𞤵𞤺𞤮𞤤), «el alfabeto que protege a los pueblos de la desaparición».
El ádlam es compatible con los sistemas operativos Android y Chrome de Google. También hay apps para Android con las que es posible enviar SMS en ádlam y aprenderlo. En equipos que ejecutan Microsoft Windows, el ádlam es compatible de forma nativa a partir de Windows 10 versión 1903, que se lanzó en mayo de 2019.

## Historia

Extensión de la lengua fula, África Occidental

Los hermanos guineanos Ibrahima y Abdoulaye Barry, aun siendo adolescentes a finales de la década de 1980, desarrollaron la escritura ádlam para transcribir su lengua nativa fulani. Hasta entonces, los fulas escribían su idioma aljamiado.  
Los hermanos produjeron varios libros escritos a mano en su alfabeto y enseñaron a la población local a leerlo y a escribirlo, especialmente mujeres y niños. Después de varios años de desarrollo, comenzó a ser ampliamente adoptado entre las comunidades fulanis. Establecieron centros de aprendizaje en Togo, Senegal y Benín. El gobierno de Guinea se opuso a este alfabeto y en 2007 Ibrahim Barry fue encarcelado por tres meses, tras lo cual huyó a los Estados Unidos donde continuó promocionándolo. Actualmente se enseña no solo a nivel regional en Guinea, Nigeria y Liberia, sino también en escuelas de idiomas en Europa y los Estados Unidos. 
El ádlam es el primero de los muchos alfabetos que se han venido creando desde el siglo XIX en el África Occidental para representar lenguas autóctonas: el ndebe, el garay, el bété, el shü-mon, el zaghawa o la escritura sagrada yoruba.

## Letras
Las letras adlámicas tienen forma minúscula y mayúscula.
| Mayús.                                                 | Minús. | Escritura latina                   | Escritura árabe | nombre de letra | AFI |
| ------------------------------------------------------ | ------ | ---------------------------------- | --------------- | --------------- | --- |
| 𞤀                                                      | 𞤢      | a                                  | ا               | a               | a   |
| 𞤁                                                      | 𞤣      | d                                  | د               | da              | d   |
| 𞤂                                                      | 𞤤      | l                                  | ل               | la              | l   |
| 𞤃                                                      | 𞤥      | m                                  | م               | ma              | m   |
| 𞤄                                                      | 𞤦      | b                                  | ب               | ba              | b   |
| 𞤅                                                      | 𞤧      | s                                  | س               | sa              | s   |
| 𞤆                                                      | 𞤨      | p                                  |                 | pa              | p   |
| 𞤇                                                      | 𞤩      | ɓ (bh)                             |                 | bha             | ɓ   |
| 𞤈                                                      | 𞤪      | r                                  | ر               | ra              | r/ɾ |
| 𞤉                                                      | 𞤫      | e                                  |                 | è               | e   |
| 𞤊                                                      | 𞤬      | f                                  | ف               | fa              | f   |
| 𞤋                                                      | 𞤭      | i                                  |                 | i               | i   |
| 𞤌                                                      | 𞤮      | o                                  |                 | ö               | ɔ   |
| 𞤍                                                      | 𞤯      | ɗ (dh)                             |                 | dha             | ɗ   |
| 𞤎                                                      | 𞤰      | ƴ (yh)                             |                 | yha             | ʔʲ  |
| 𞤏                                                      | 𞤱      | w                                  | و               | wâ              | w   |
| 𞤐                                                      | 𞤲      | n, cualquier nasal final de sílaba | ن               | na              | n   |
| 𞤑                                                      | 𞤳      | k                                  | ك               | ka              | k   |
| 𞤒                                                      | 𞤴      | y                                  | ي               | ya              | j   |
| 𞤓                                                      | 𞤵      | u                                  |                 | ou              | u   |
| 𞤔                                                      | 𞤶      | j                                  | ج               | dja             | dʒ  |
| 𞤕                                                      | 𞤷      | c                                  |                 | tcha            | tʃ  |
| 𞤖                                                      | 𞤸      | h                                  | ح               | ha              | h   |
| 𞤗                                                      | 𞤹      | ɠ (q)                              | ق               | gha             | q   |
| 𞤘                                                      | 𞤺      | g                                  |                 | ga              | ɡ   |
| 𞤙                                                      | 𞤻      | ñ (ny)                             |                 | gna             | ɲ   |
| 𞤚                                                      | 𞤼      | t                                  | ت               | ta              | t   |
| 𞤛                                                      | 𞤽      | ŋ (nh)                             |                 | nha             | ŋ   |
| Letras complementarias: para otros idiomas o préstamos |        |                                    |                 |                 |     |
| 𞤜                                                      | 𞤾      | v                                  |                 | va              | v   |
| 𞤝                                                      | 𞤿      | x (kh)                             | خ               | kha             | x   |
| 𞤞                                                      | 𞥀      | ɡb                                 |                 | gbe             | ɡ͡b  |
| 𞤟                                                      | 𞥁      | z                                  | ذ               | zal             | z   |
| 𞤠                                                      | 𞥂      | kp                                 |                 | kpo             | k͡p  |
| 𞤡                                                      | 𞥃      | sh                                 | ش               | sha             | ʃ   |

Las letras se escriben tanto unidas (como en el árabe) como separadas; la forma unida comúnmente representa la forma cursiva; asimismo, las letras sueltas (en bloque) se utilizan principalmente para contenido educativo.

## Diacríticos
El ádlam tiene varios signos diacríticos. El modificador de consonantes se usa para formar nuevas consonantes derivadas principalmente del árabe. El proceso es similar a, por ejemplo, s > š en la escritura latina.
| Diacrítico | Descripción |
| ---------- | --- |
| ◌𞥄          | A larga ('ā'); puede colocarse sobre la letra 'a', en cuyo caso 'ā' simplemente toma un diacrítico diferente al de otras vocales, o sobre una consonante, en cuyo caso la letra alif no está escrita en absoluto |
| ◌𞥅          | vocal larga (vocales excepto alif) |
| ◌𞥆          | consonante larga (geminación) |
| ◌𞥇          | oclusiva glotal, hamza (entre la consonante sobre la que se coloca y la siguiente vocal) |
| ◌𞥈          | modificador de consonante (ver la tabla a continuación) |
| ◌𞥉          | consonante larga modificada |
| ◌𞥊          | punto (consulte las tablas a continuación) |
| 𞥋          | Usado entre n y otra consonante para indicar que constituyen una consonante prenasalizada |

Uso del modificador de consonantes:
| Letra de ádlam con modificador | Letra árabe correspondiente |
| ------------------------------ | --------------------------- |
| 𞤧𞥈                              | ص                           |
| 𞤣𞥈                              | ض                           |
| 𞤼𞥈                              | ط                           |
| 𞤶𞥈                              | ظ                           |
| 𞤢𞥈                              | ع                           |
| 𞤺𞥈                              | غ                           |
| 𞤸𞥈                              | ه                           |

Uso del punto para representar sonidos tomados del árabe:
| Letra de ádlam con punto | Letra árabe correspondiente |
| ------------------------ | --------------------------- |
| 𞤧𞥊                        | ث                           |
| 𞤶𞥊                        | ز                           |

Uso del punto con letras nativas:
| Letra de ádlam con punto | Pronunciación                                       |
| ------------------------ | --------------------------------------------------- |
| 𞤫𞥊                        | e, en contraposición a è o ɛ; punto arriba          |
| 𞤫𞥊𞥅                        | e larga; punto debajo y alargador de vocales arriba |
| 𞤮𞥊                        | o, a diferencia de ɔ                                |
| 𞤮𞥊𞥅                        | o larga, punto abajo y alargador de vocales arriba  |

## Números
A diferencia de la escritura árabe, los dígitos del ádlam van en la misma dirección (de derecha a izquierda) que las letras, como en la escritura n'ko.
| Dígitos ádlam | Indoarábigos |
| ------------- | ------------ |
| 𞥐             | 0            |
| 𞥑             | 1            |
| 𞥒             | 2            |
| 𞥓             | 3            |
| 𞥔             | 4            |
| 𞥕             | 5            |
| 𞥖             | 6            |
| 𞥗             | 7            |
| 𞥘             | 8            |
| 𞥙             | 9            |

## Puntuación
La puntuación del ádlam es como la del español, en el sentido de que hay formas iniciales y finales del signo de interrogación y el signo de exclamación (¿¡!?), que se colocan antes y después de la cláusula o frase interrogada o exclamada.
| Ádlam | latín |
| ----- | ----- |
| .     | .     |
| ⹁     | ,     |
| :     | :     |
| ⁏     | ;     |
| 𞥟…؟   | ¿… ?  |
| ! … 𞥞 | ¡… !  |

El guion (-) se utiliza para los saltos de palabras. También se usan los paréntesis () y dobles paréntesis (()).

## Unicode
El alfabeto ádlam se agregó al estándar Unicode en junio de 2016 con el lanzamiento de la versión 9.0. El bloque Unicode para ádlam es U + 1E900 – U + 1E95F